# Родин, Николай Александрович
Николай Александрович Родин  (15 ноября 1924 — 11 апреля 2013) — советский прозаик и очеркист. Участник Великой Отечественной войны, член Союза писателей СССР и России, член географического общества, первый лауреат Большой премии Союза писателей «Малая Родина», почётный гражданин Касимова.

## Биография
Родился Николай Александрович Родин 15 ноября 1924 г. в д. Варваровка. Детство и юность прошли в д. Выкуши Касимовского района, где он окончил начальную школу. В 1936—1941 гг. продолжил образование в Дмитриевской средней школе. В школьные годы проявились литературные способности: писал о своих сверстниках, увлекался поэзией.
В начале Великой Отечественной войны работал в колхозе, позднее — на лесозаготовках. В августе 1942 г. был призван в армию. В составе 106-й отдельной стрелковой бригады пулемётчик Родин участвовал в боях на Юго-Западном фронте, в форсировании Дона. Зимой 1943 г. был тяжело ранен, долго лечился в госпиталях. В 1944 г. был признан не годным к военной службе и демобилизован.
Учился в Касимовской районной колхозной школе. Работал счетоводом в колхозе, инструктором-бухгалтером в районном отделе сельского хозяйства, контролёром-ревизором в Рязанском областном финансовом управлении.
В 1950 г. вернулся в Касимов. В этом же году в районной газете был напечатан первый очерк Н. А. Родина «Данилыч». С 1950 по 1959 гг. работал в районной газете литературным сотрудником, затем — заведующим сельскохозяйственным отделом, был ответственным секретарём многотиражной газеты фабрики «Красный текстильщик».
В 1961 г. был принят в Союз писателей СССР. Окончил Высшие литературные курсы при Литературном институте им. A. M. Горького.

## Творчество
Николай Александрович Родин — автор более 20 книг. Самые известные его произведения — романы «Зимний гром» и «Ярусы», повести «Шуркин родник», «Танец с саблями», «Осенние пароходы», «Второй урожай земляники», рассказ «Белые камни». Историко-краеведческие очерки «Касимов — Городец Мещерский» переиздавались восемь раз.
По его произведениям «Шуркин родник», «Хозяйка» и др. на Центральном радио и телевидении были поставлены спектакли. Повесть «Танец с саблями» был назван лучшей повестью года в журнале «Волга» за 1980 г. В 1999 г. рассказ «Гармонист Сидоркин» удостоен премии имени Я. П. Полонского. Н. А. Родин — первый лауреат Большой премии Союза писателей России «За подвижническую деятельность в области литературы и культуры» в номинации «Малая Родина» (1999 г.).

## Награды
- Орден Почёта (28 апреля 1995)[2]
- Орден Отечественной войны I степени
- Орден Славы III степени
- Медаль «За отвагу»
- Медаль «За победу над Германией в Великой Отечественной войне 1941—1945 гг.»